# Estación Fradique Coutinho
Estación Fradique Coutinho es una estación de la Línea 4 - Amarilla del metro de la ciudad brasileña de São Paulo. La misma se encuentra en obras, y su inauguración está pronosticada dentro de la primera etapa de la línea, para fines del 2011 y comienzos del 2012.

## Ubicación
Rua dos Pinheiros s/n.º (esquina R. Fradique Coutinho).

## Características
Estación subterránea con plataformas laterales y salas de apoyo en el nivel superficial, con estructuras en concreto aparente. Posee acceso para discapacitados físicos. El método de construcción empleado fue el de VCA Invertido y cut-and-cover. El área construida es de 9.060 m².

### Capacidad
13.480 pasajeros hora/pico

## Tabla
| Sigla | Estación          | Inauguración            | Capacidad | Integración | Plataformas | Posición    | Comentarios                                   |
| ----- | ----------------- | ----------------------- | --------- | ----------- | ----------- | ----------- | --------------------------------------------- |
| FRA   | Fradique Coutinho | 15 de noviembre de 2014 | 13.480    |             | Laterales   | Subterránea | Estación con estructura de concreto aparente. |